# Legija Kondor
Legija Kondor (izvirno nemško Legion Condor) je bila posebna vojaška formacija znotraj Wehrmachta, ki je bila ustanovljena na zahtevo Hitlerja (po prošnji Franca) in poslana v Španijo, kjer je sodelovala v španski državljanski vojni na nacionalistični strani.
Največji in primarni del legije je bil vojno letalski del, ki so ga dopolnjevale še tankovske, komunikacijske, transportne, marinske in šolske enote.

## Zgodovina
Prva nemška letala so prispela v severno Afriko na začetku avgusta 1936, kjer so sodelovala pri zračnem transport nacionalističnih enot na špansko ozemlje. Zaradi vse večjih potreb je raslo tudi število letal; to je povzročilo ustanovitev Legije Kondor, ki je bila ustanovljena v začetku novembra 1936. Sprva je imela legija 100 letal in 5.000 pripadnikov, ki so služili v krožečih kontingentih (vse skupaj je v španski državljanski vojni sodelovalo okoli 20.000 Nemcev). 
Wehrmacht je izkoristil to priložnost za bojne preizkuse novih orožij (Messerschmitt Bf 109, Heinkel He-111, Junkers Ju-87, Pz.Kpfw. I, 88 mm top,...). Medtem, ko je bil letalski del namenjen za neposredno udeležbo in podporo nacionalistov, sta bila pomorski in kopenski del namenjena predvsem urjenju španskih vojakov. 
Najbolj znana akcija Legije Kondor je bilo bombardiranje mesta Guernica 26. aprila 1937, v katerem je umrlo več kot 1.000 prebivalcev in bilo uničenih okoli 60 % zgradb.
Nemci so to vojno izkoristili za izpopolnjevanje svoje opreme in taktike, kar se je izkazalo zelo pomembno v uvodnih delih druge svetovne vojne.

## Organizacija
Letalski del
- štab
- J/88: lovska bojna skupina (4 eskadrilje He-51)
- K/88: bombniška bojna skupina (4 eskadrilje Ju-52)
- A/88: izvidniška bojna skupina (4 eskadrilje; 3 z He-70 in en z He-45)
- AS/88: pomorska izvidniška bojna skupina (4 eskadrilje; dve z He-59 in dve z He-60)
- LN/88: zračno-informacijski bataljon (2 četi)
- F/88: protiletalski bataljon (6 baterij)
- P/88: 2 vzdrževalni četi

Kopenski del - Gruppe Imker
- štab
- 3x tankovska četa
- oskrbovalno-transportna četa
- komunikacijski vod
- PaK komando

Pomorski del - Gruppe Nordsee
- štab
- vzdrževalne enote
- 2x žepna bojna ladja

## Oprema in oborožitev

### Letala
- 48x Heinkel He-51
- 48x Junkers Ju-52
- 18x Heinkel He-70
- 6x Heinkel He-45
- 20x Heinkel He-59
- 12x Heinkel He-60

### Vsa uporabljena letala
- Dornier Do 17
- Heinkel He 45
- Heinkel He 51
- Heinkel He 59
- Heinkel He 60
- Heinkel He 70 F-2 Blitz
- Heinkel He 111
- Heinkel He 112
- Henschel Hs 123
- Henschel Hs 126A-1
- Junkers Ju 52
- Junkers Ju 86 D-1
- Junkers Ju 87 stuka
- Messerschmitt Bf 109

### Topovi
- 16x 88 mm FlaK
- 20x 20 mm FlAK

## Ljudje

### Poveljnik
- generalmajor Hugo Sperrle

### Letalski asi
- Werner Mölders (14)
- Wolfgang Schellmann (12)
- Harro Harder (11)
- Reinhard Seiler (9)
- Otto Bertram (9)
- Herbert Ihlefeld (9)
- Walter Oesau (9)
- Hans-Karl Mayer (8)
- Horst Tietzen (7)
- Walter Grabmann (7)
- Herbert Schob (6)
- Wilhelm Balthasar (6)
- Gunther Lützow (5)
- Joachim Schlichting (5)
- Hannes Trautlof (5)
- Gotthard Handrick (5)

### Znani pripadniki
- Adolf Galland (kasneje letalski as in general)
- Wilhelm Ritter von Thoma (general tankovskih enot)
- Wolfram Freiherr von Richthofen (General letalstva)
- Oskar Dirlewanger ( Waffen-SS)
- Hajo Herrmann (General letalstva)